# Oculus
Pour les articles homonymes, voir Oculus (homonymie).

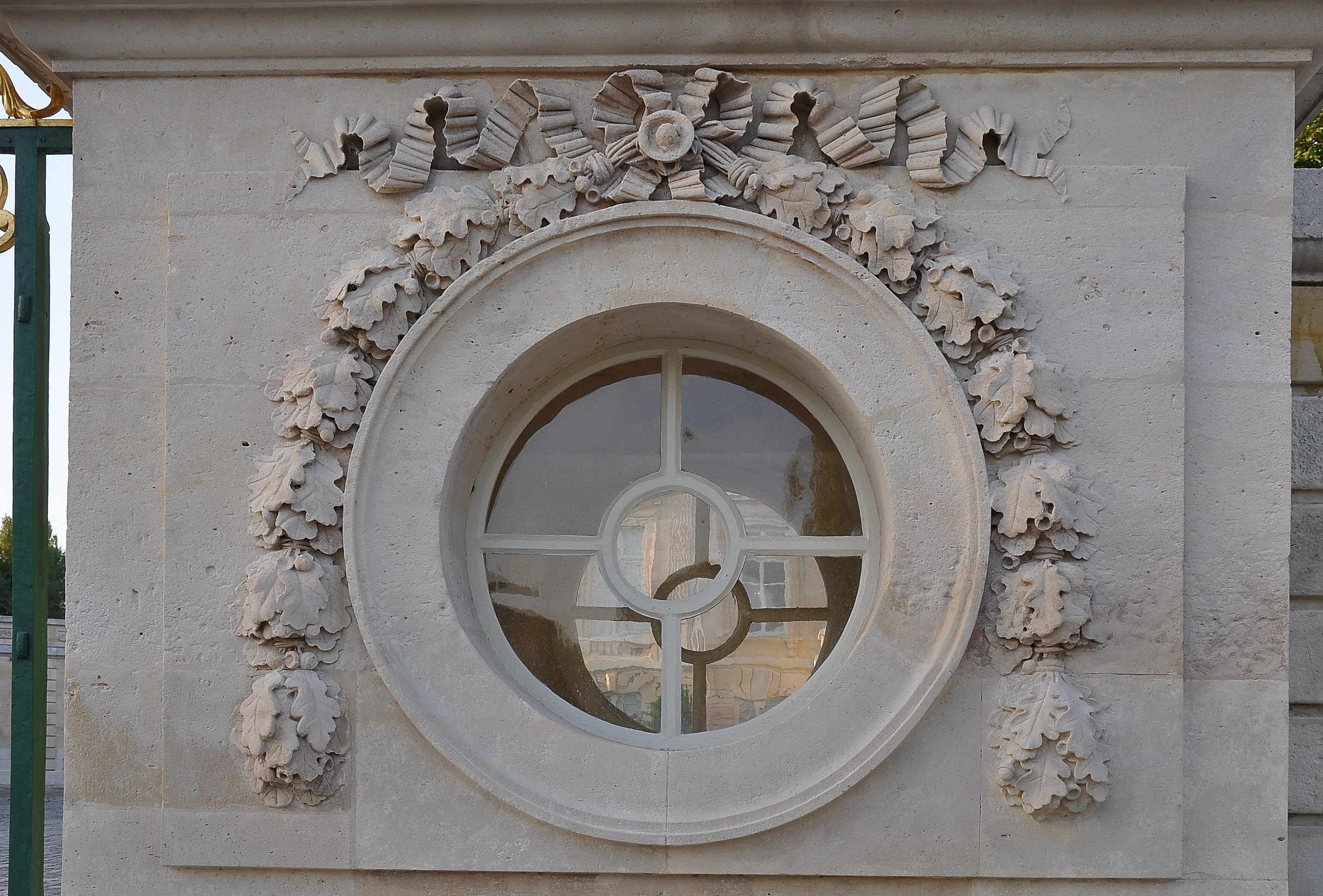
Oculus d'un pavillon à l'entrée du Petit Trianon de Versailles.

Un oculus est une ouverture ronde, parfois ovale ou polygonale, dans un mur ou une voûte. Ce terme d'origine latine se traduit par œil en français.
Dans sa version la plus simple, c'est une baie, ronde ou ovale, dans un mur vertical. Lorsque cette ouverture est de dimension modeste et située en hauteur, notamment dans une lucarne, on l'appelle souvent en français œil-de-bœuf. Certains oculus muraux aménagés dans un mur intérieur ou extérieur d'un sanctuaire catholique et permettant aux personnes de suivre la célébration sont appelés hagioscopes. Enfin dans l'architecture romane et surtout gothique, les oculus des murs de façades des églises et des cathédrales peuvent atteindre de grandes dimensions, s'ornant de remplages et de vitraux, et sont alors appelés roses ou rosaces.
On trouve des oculus horizontaux au centre de nombreuses coupoles, par exemple dans l'architecture antique, puis Renaissance et baroque. Si dans l'Antiquité les oculus des coupoles étaient parfois laissés ouverts, de sorte que la pluie tombait à l'intérieur de l'édifice, ces oculus seront le plus souvent couverts par un lanternon à partir de la Renaissance. Dans les clochers, des oculus assez larges dans les voûtes permettent de monter les cloches dans la chambre des cloches.

## Galerie

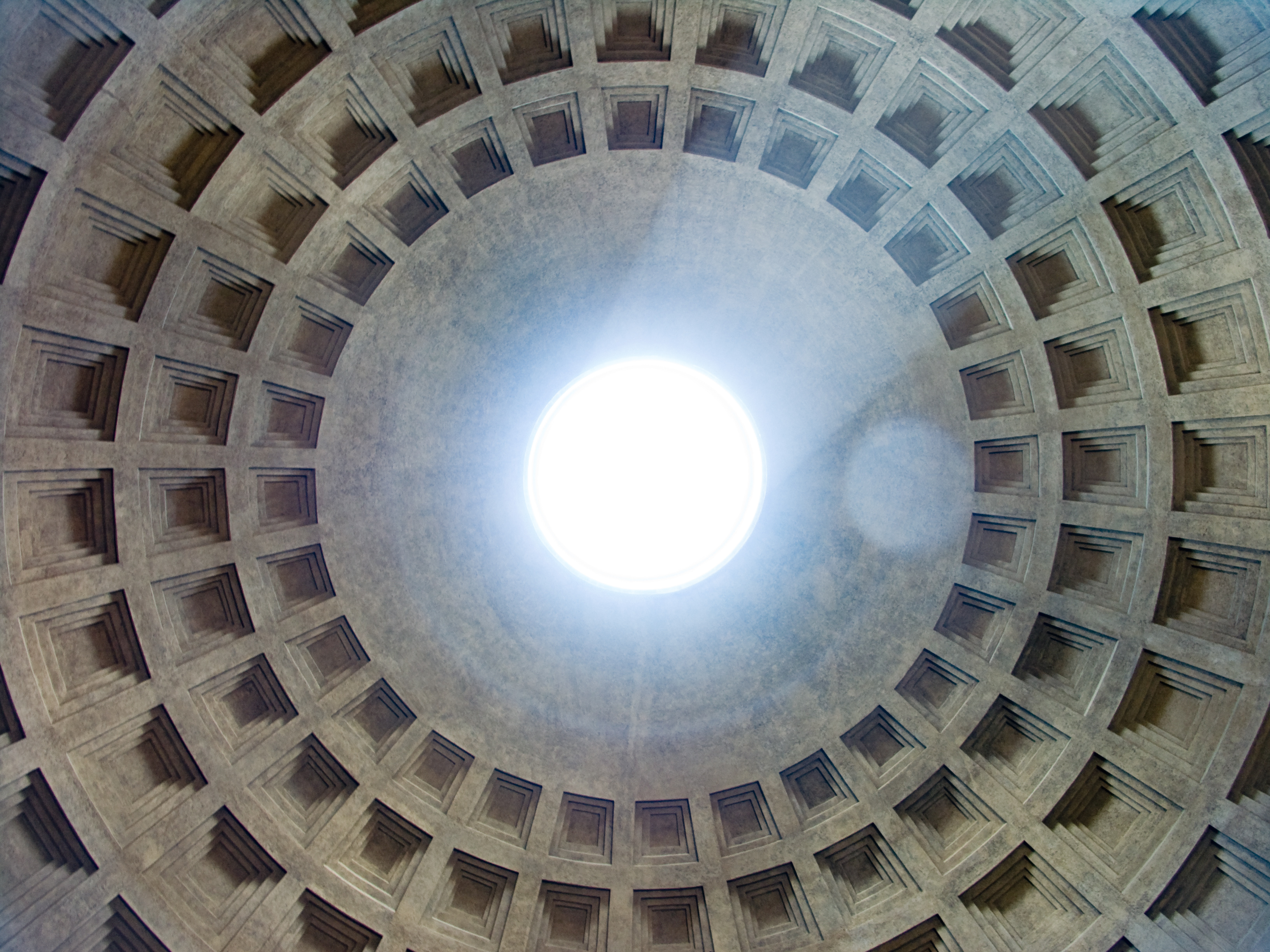
Oculus de 8,7 m de diamètre de la coupole du Panthéon de Rome. L'ouverture n'est pas protégée par un lanternon.
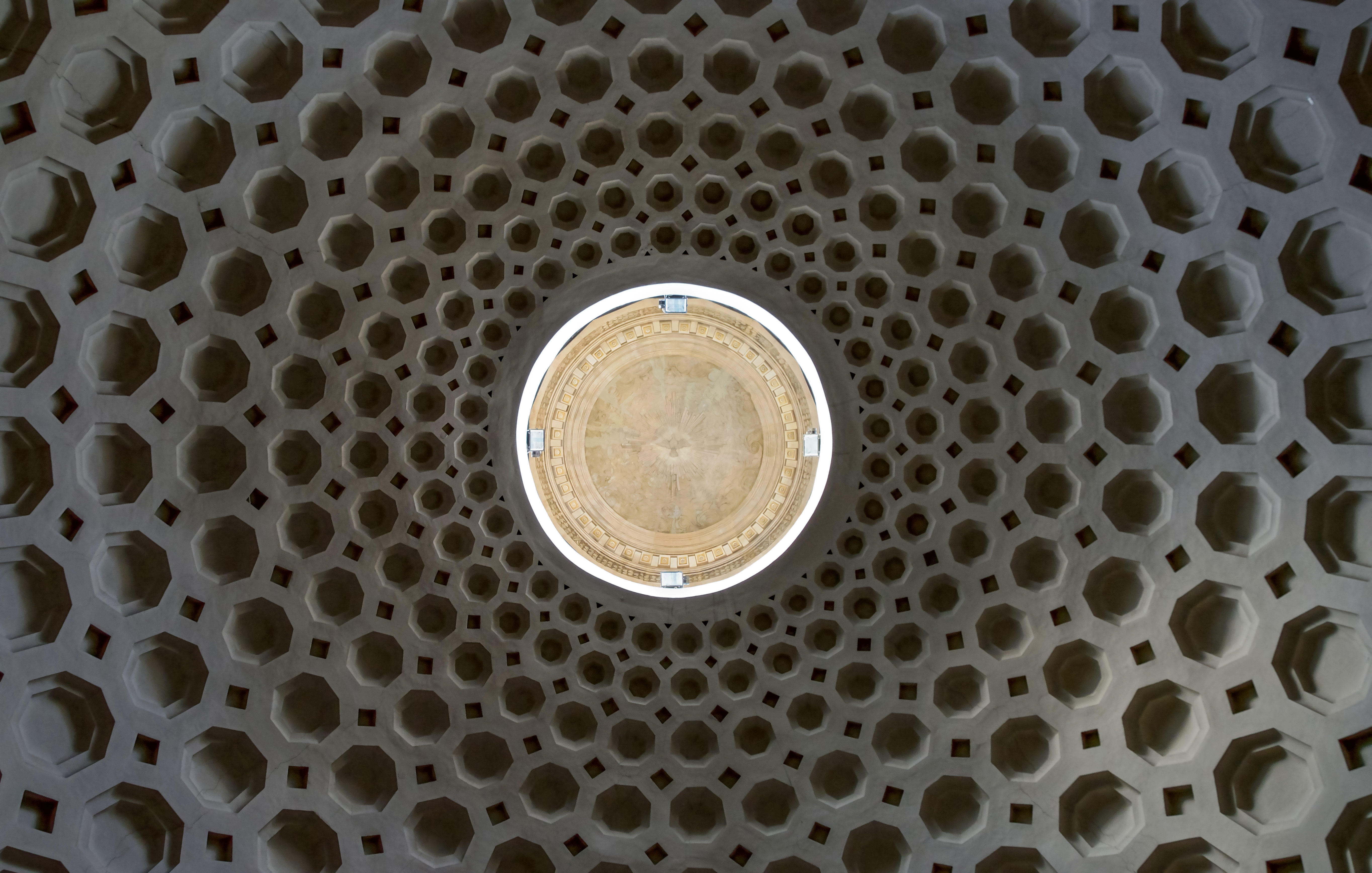
La coupole à caissons octogonaux et l'oculus de l'église San Bernardo alle Terme.
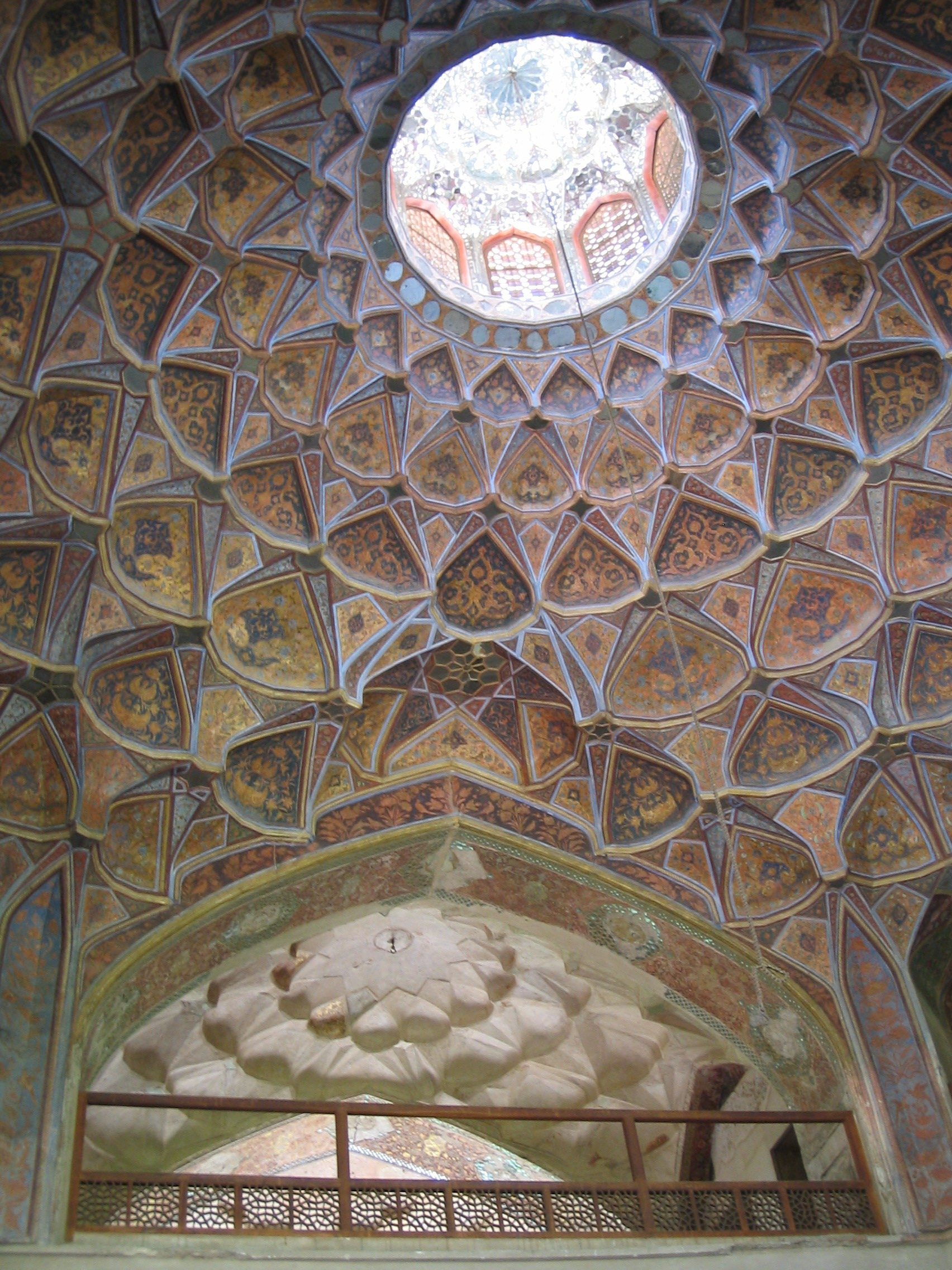
Oculus dans le plafond d'inspiration safavide du Hacht Behecht, un palais situé à Ispahan, en Iran.
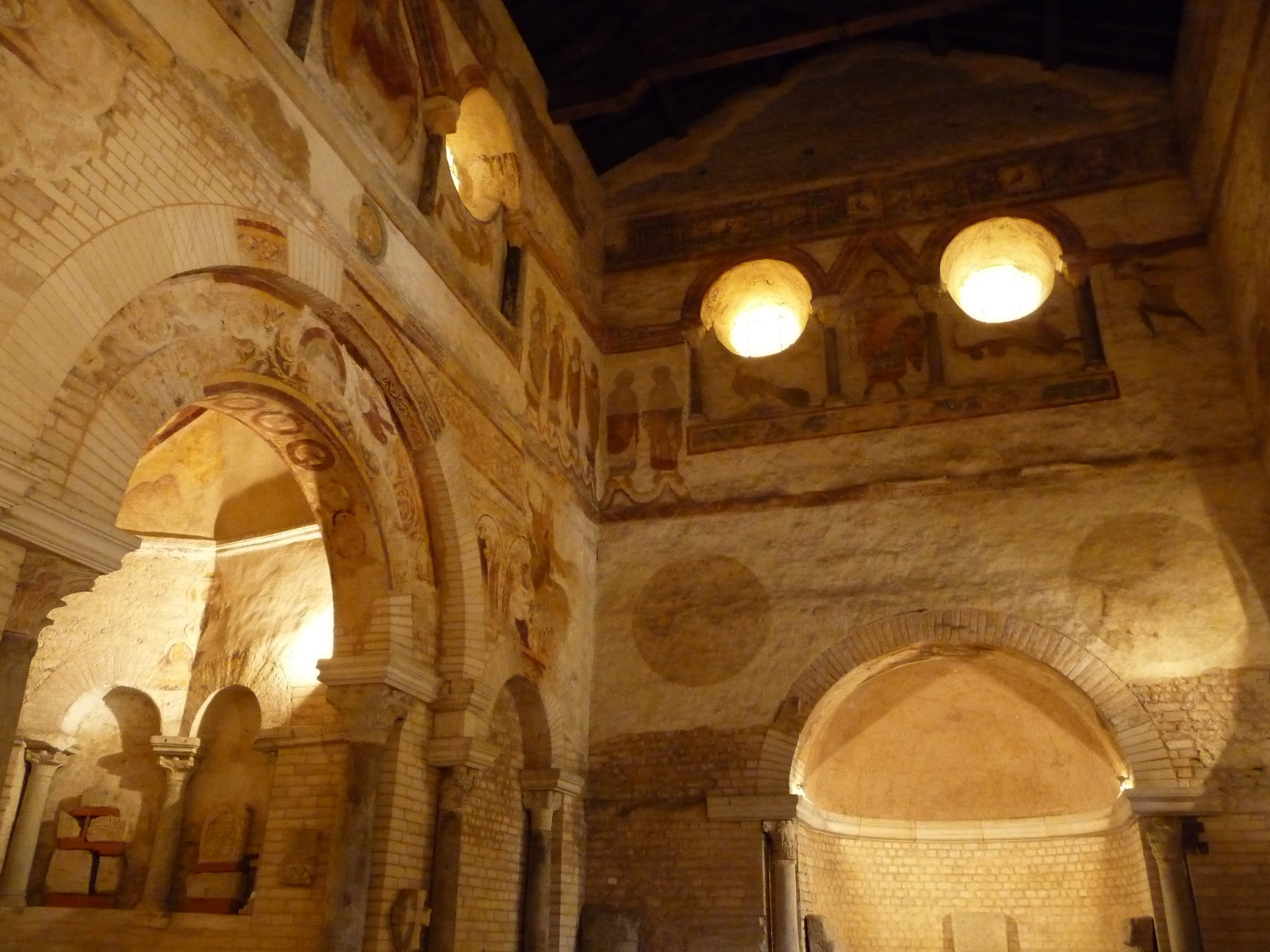
Vue sur trois des oculus de la partie mérovingienne du baptistère Saint-Jean de Poitiers, VIe – VIIe siècles.
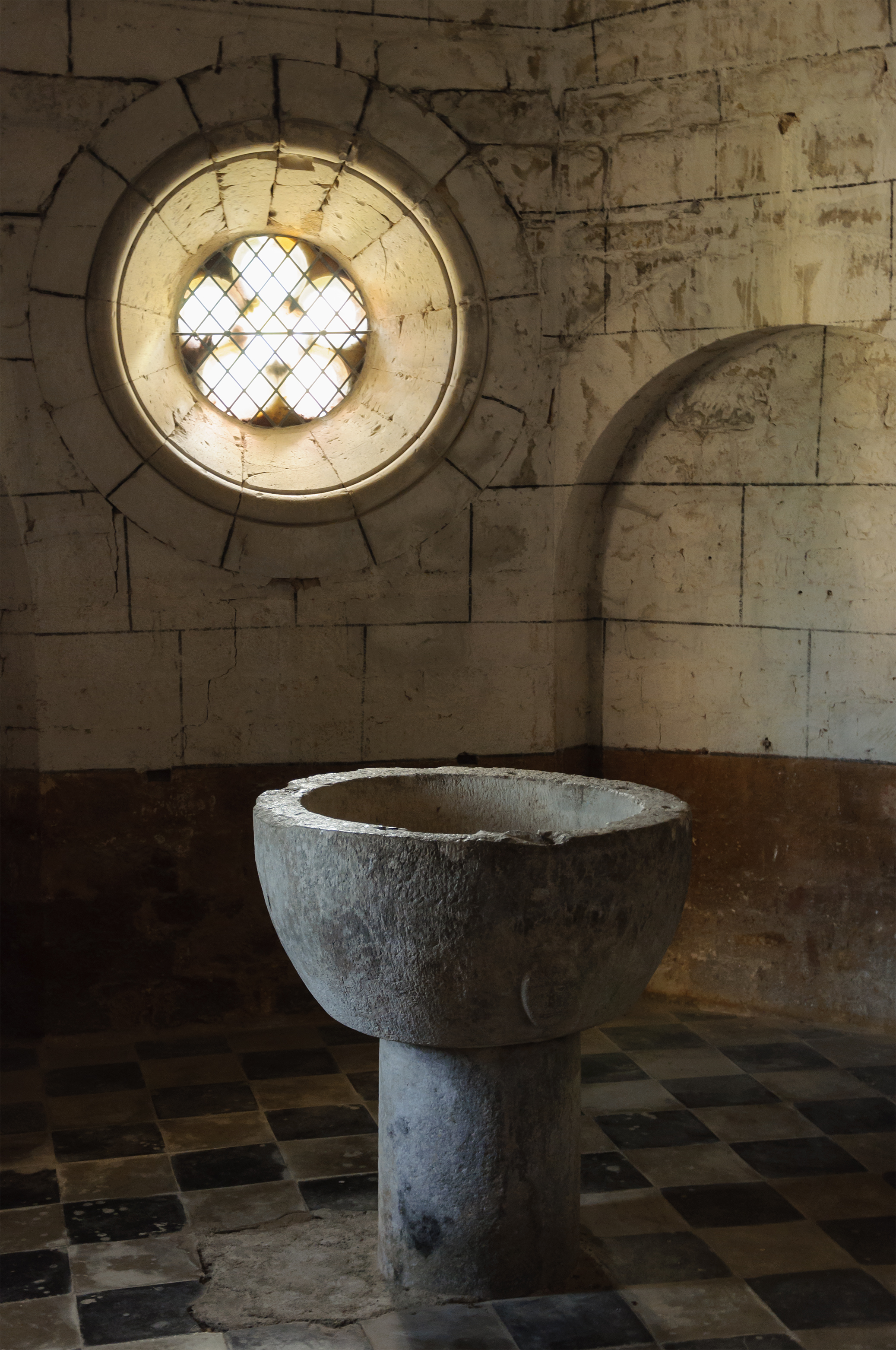
Oculus quintilobé dans l'église Sainte-Blaise de Lacommande (Pyrénées-Atlantiques, France).
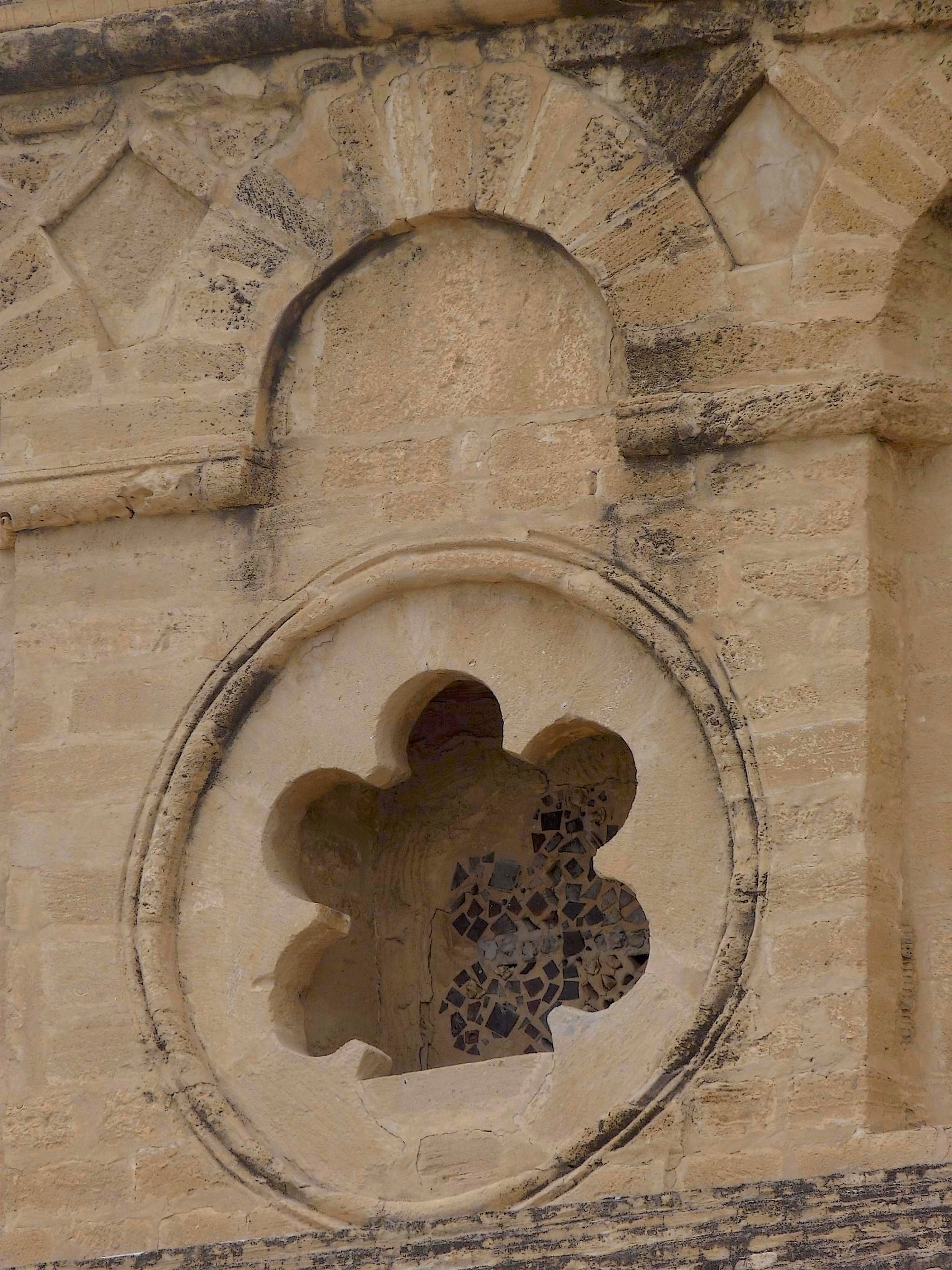
Oculus lobé à la base d'un dôme de la grande mosquée de Kairouan, Tunisie.
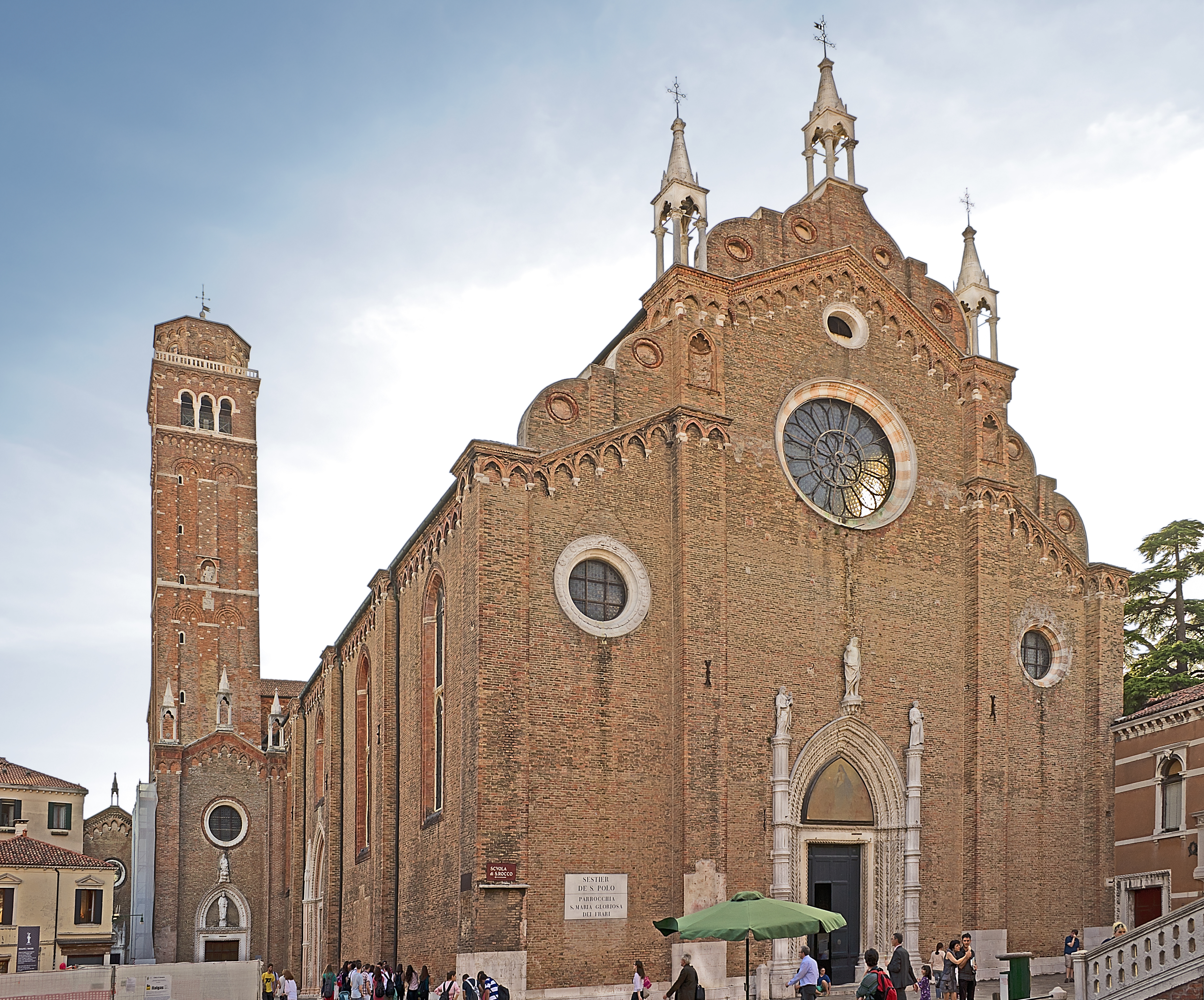
Les Oculus de la basilique Santa Maria Gloriosa dei Frari de Venise.
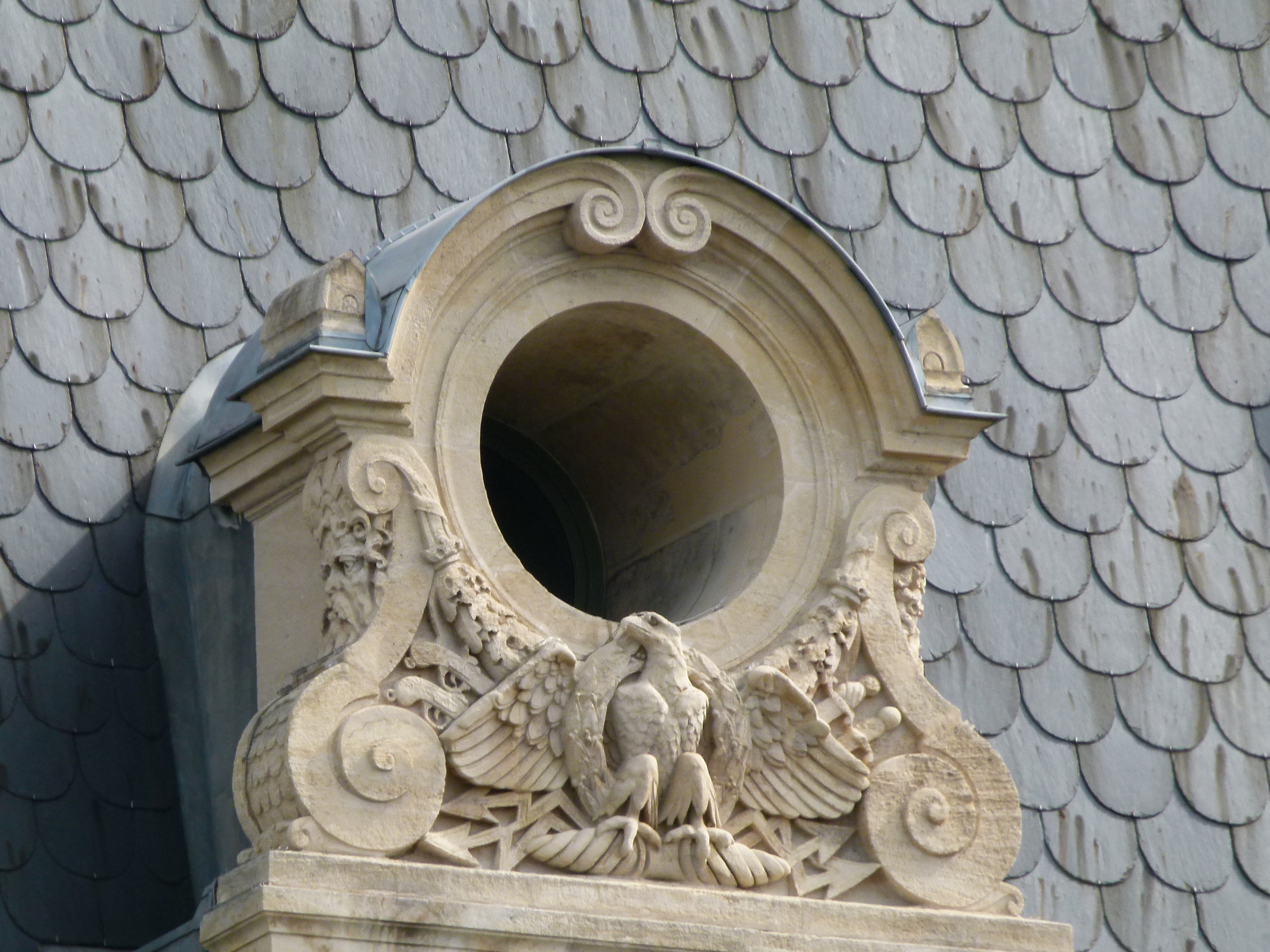
Un œil-de-bœuf de la préfecture de police de Paris.
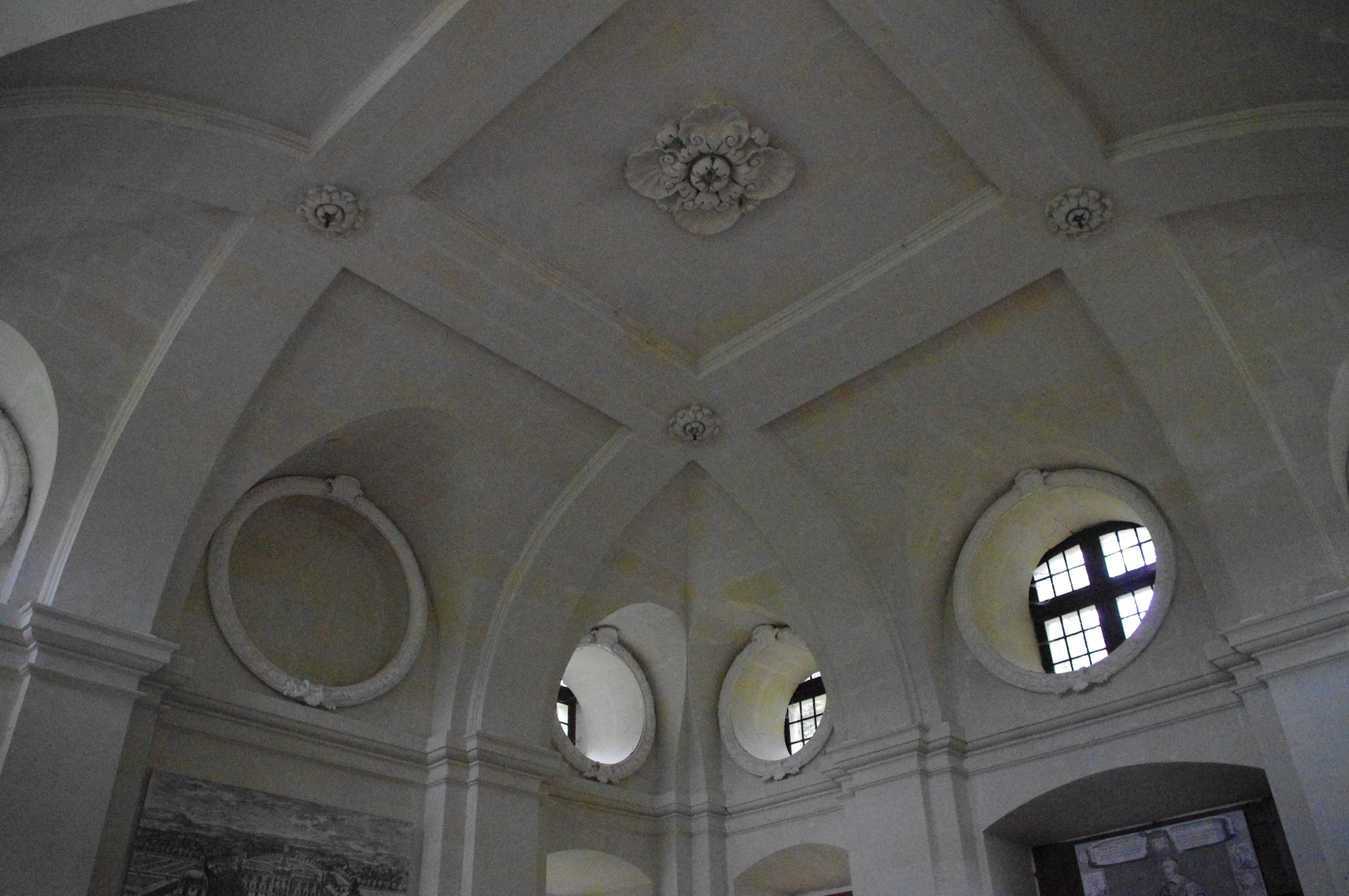
Oculus du pavillon du Dôme, à Richelieu (Indre-et-Loire).
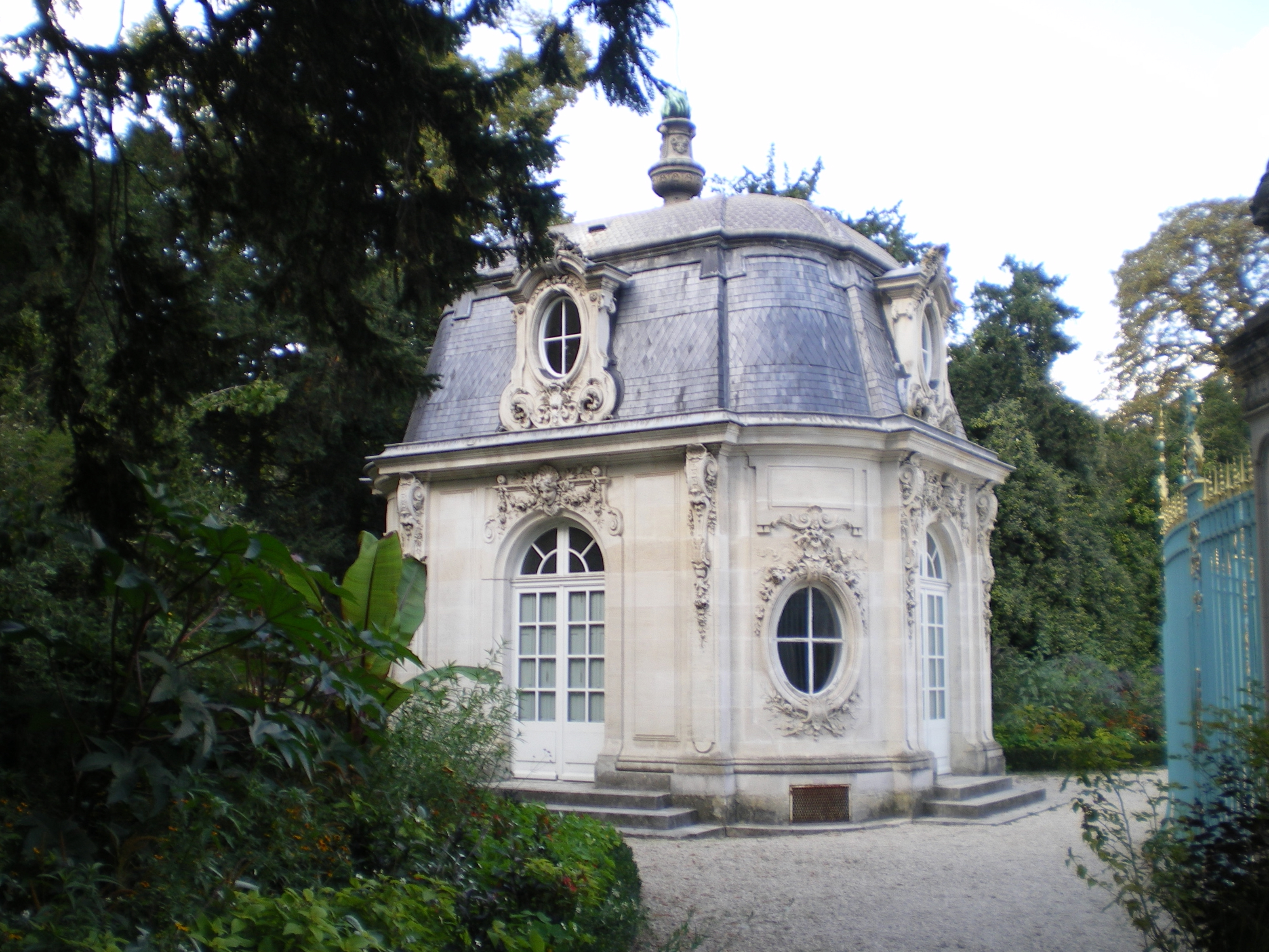
Oculus ovales du pavillon Louis XV du parc de Bagatelle, à Paris.
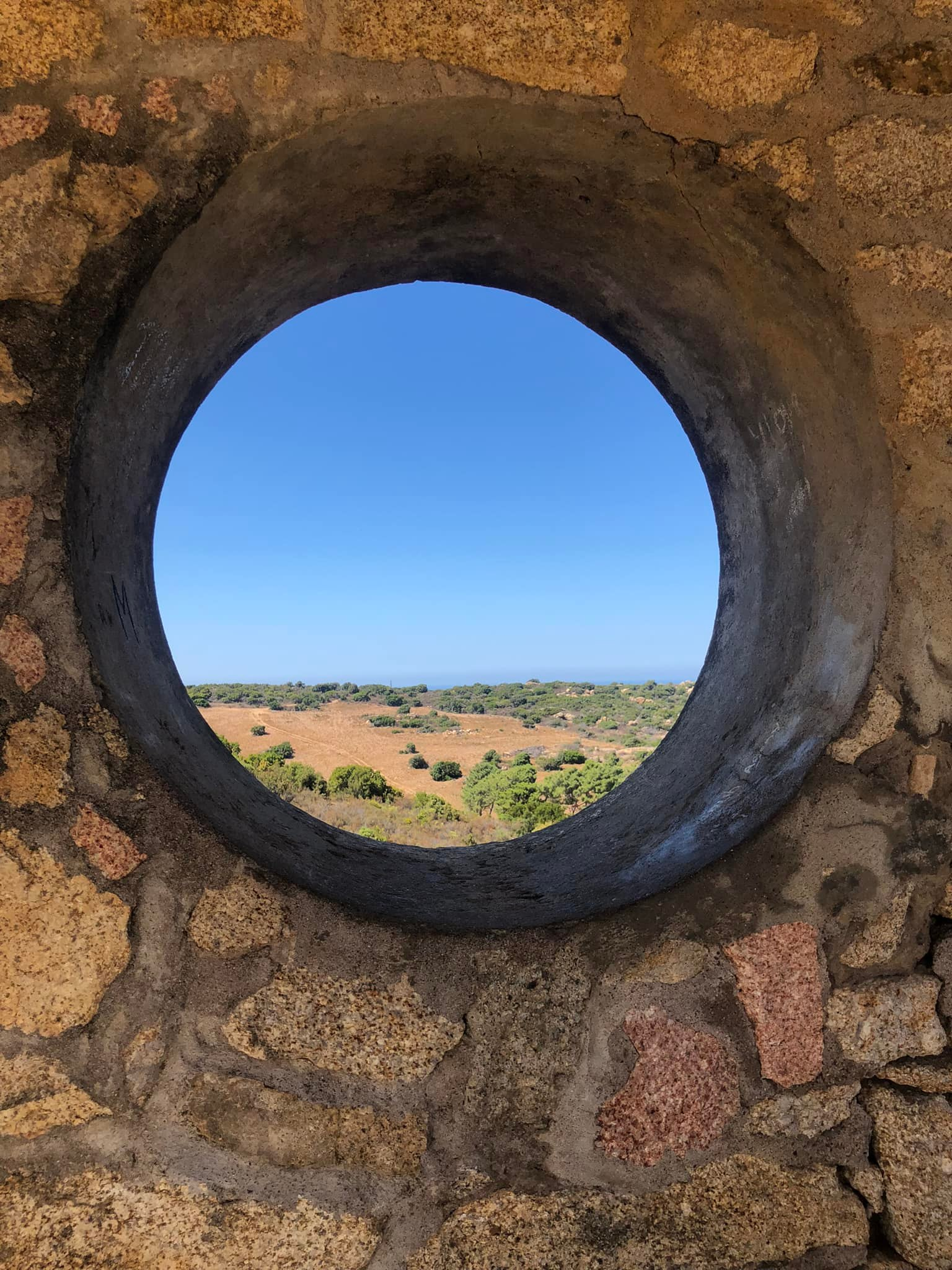
Oculus de la chapelle de Notre-Dame de la Serra à Calvi.